# Domoșu, Cluj
Domoșu (în maghiară Kalotadamos, în germană Damesch, Danmisch) este un sat în comuna Sâncraiu din județul Cluj, Transilvania, România.

## Atestare documentară
În 1408 localitatea este atestată documentar cu denumirea Villa Damus, iar în 1451 este consemnată în documente ca Damos.
Este un sat cu o populație preponderant maghiară. În 1850 din totalul de 266 locuitori, 188 erau maghiari. În 1992 populația era de 245 de persoane, din care 201 erau maghiari.

## Așezare geografică
Localitatea Brăișoru este situată în partea estică a comunei Sâncraiu, la o distanță de 5 km de orașul Huedin, în apropiere de calea ferată Cluj-Oradea și drumul european E 60.

## Lăcașuri de cult
- Biserica reformată din Domoșu, în forma actuală din secolul XVIII (monument istoric)

Biserica reformată a fost ridicată la sfârșit de secol 13 (la vremea aceea era catolică, înaintea reformei). Mari transformări au avut loc în 1701 (reconstruire și restaurare).

## Imagini

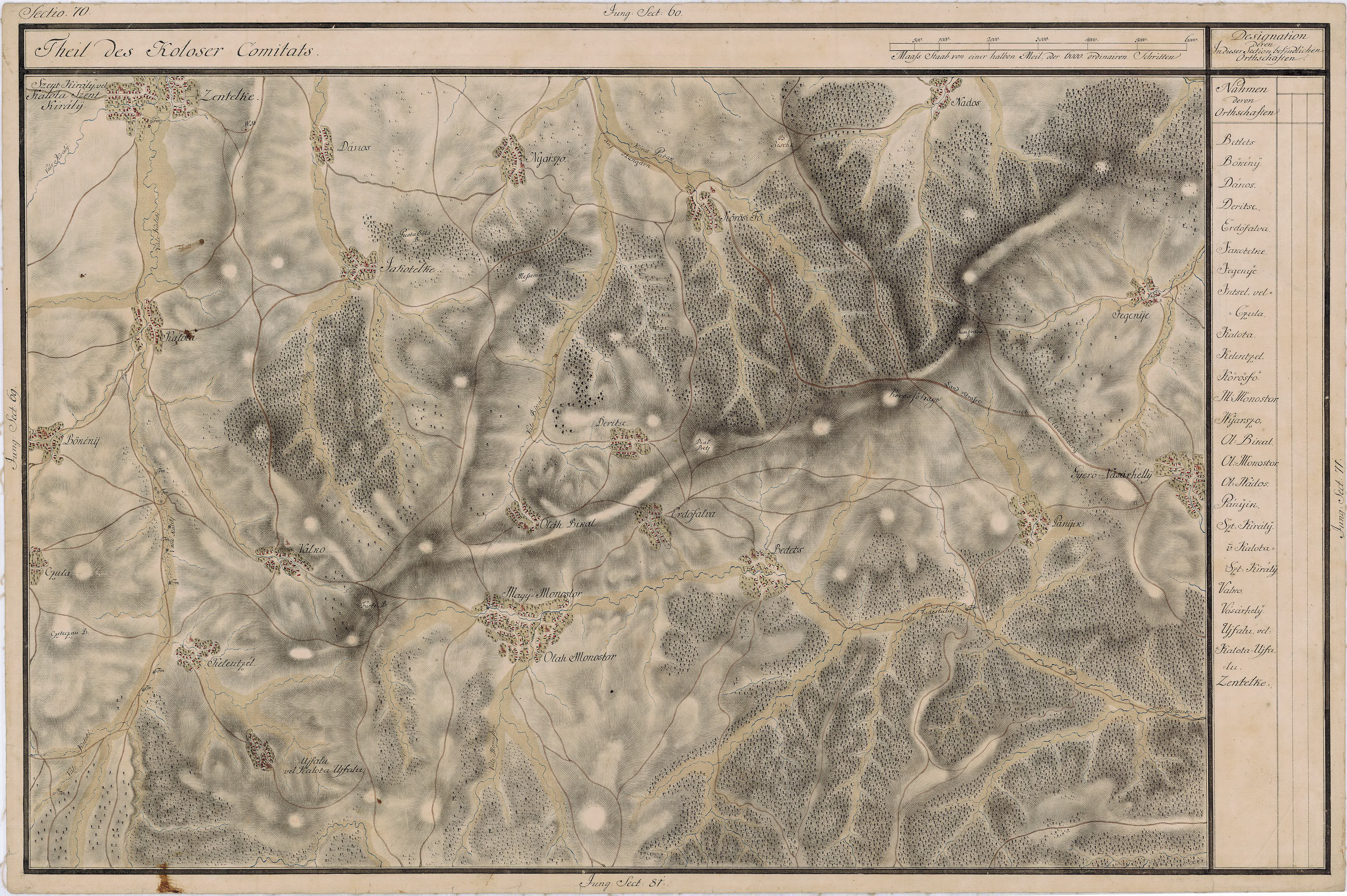
Domoșu pe Harta Iosefină a Transilvaniei, 1769-1773
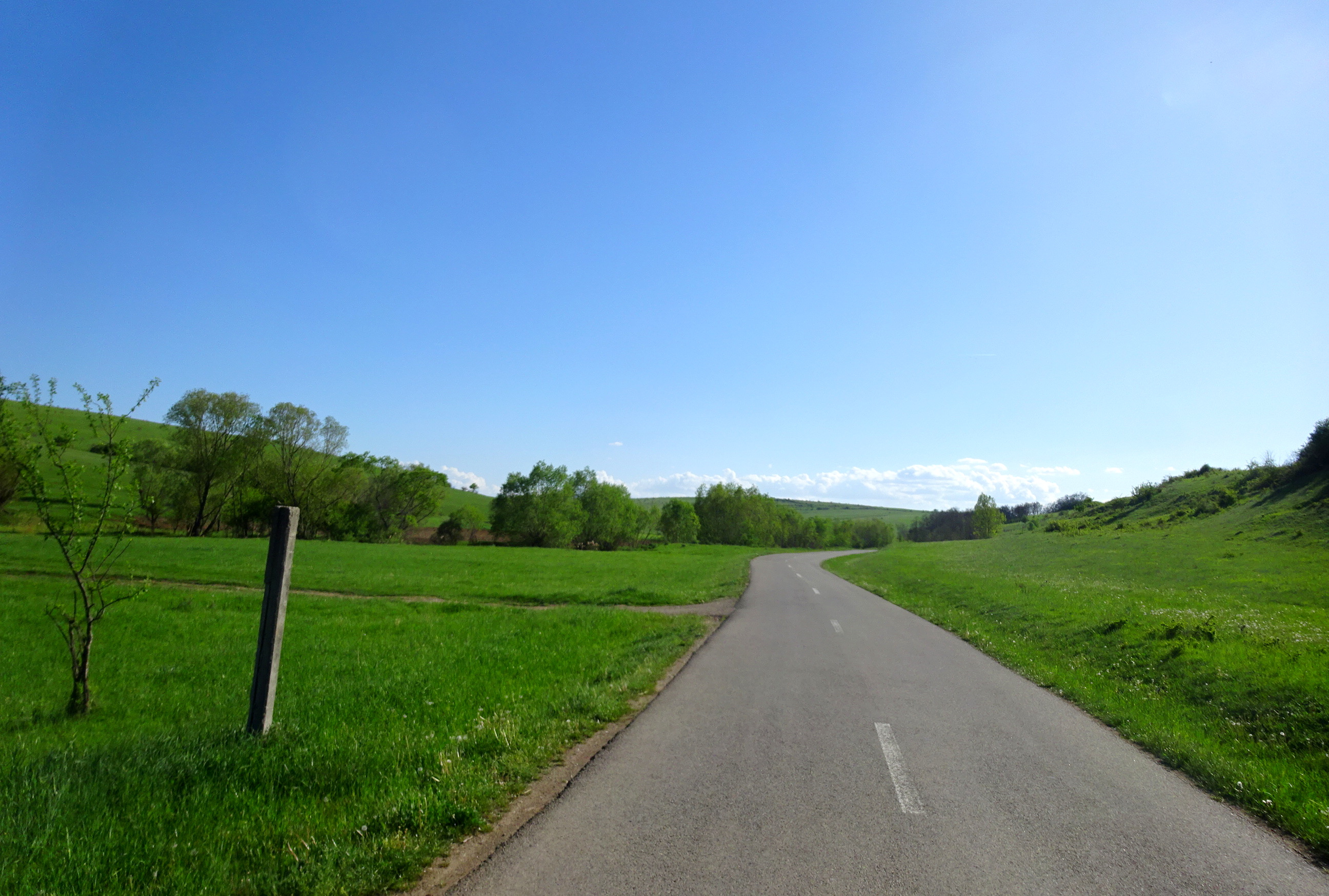
Drumul spre satul Domoșu
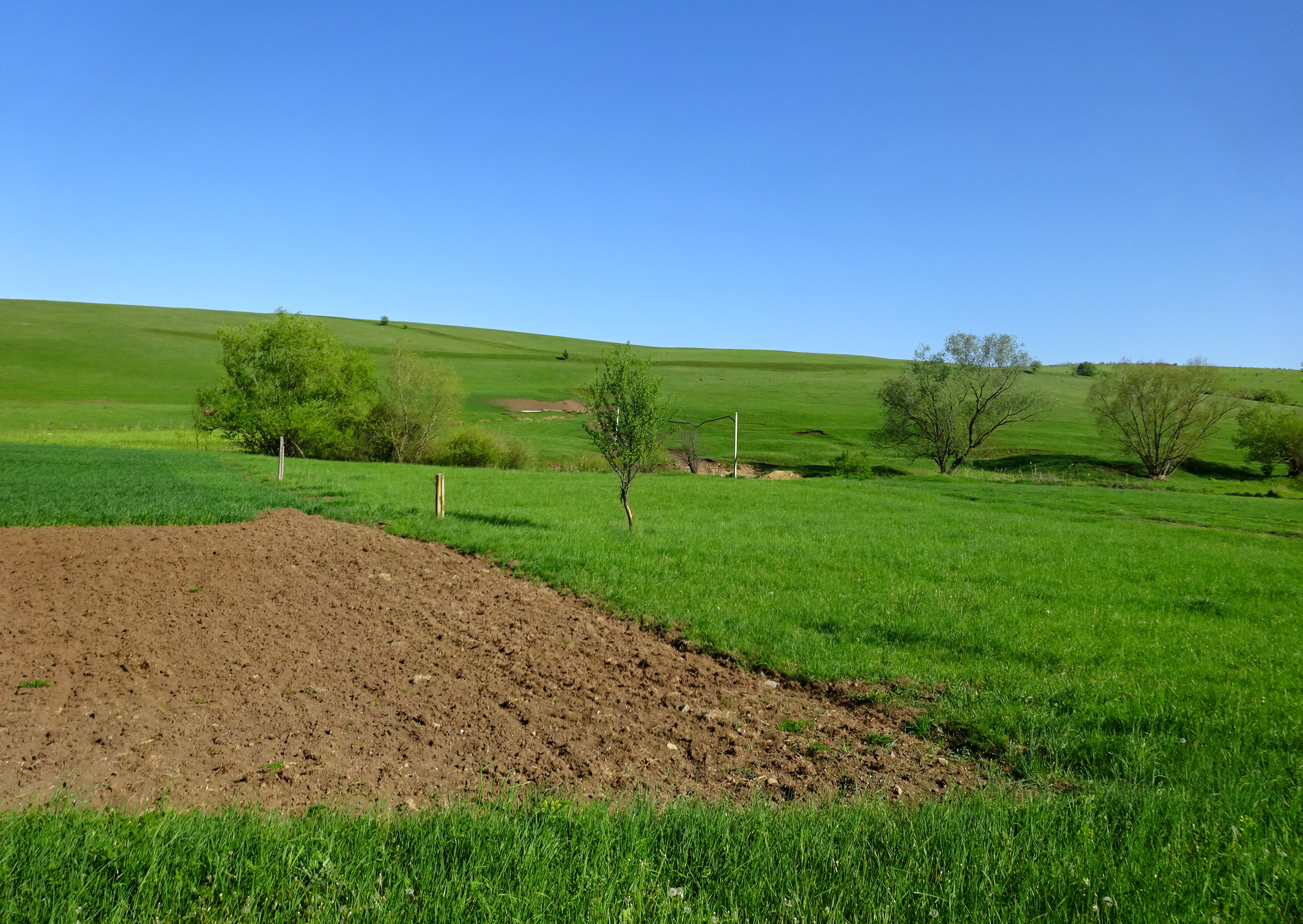
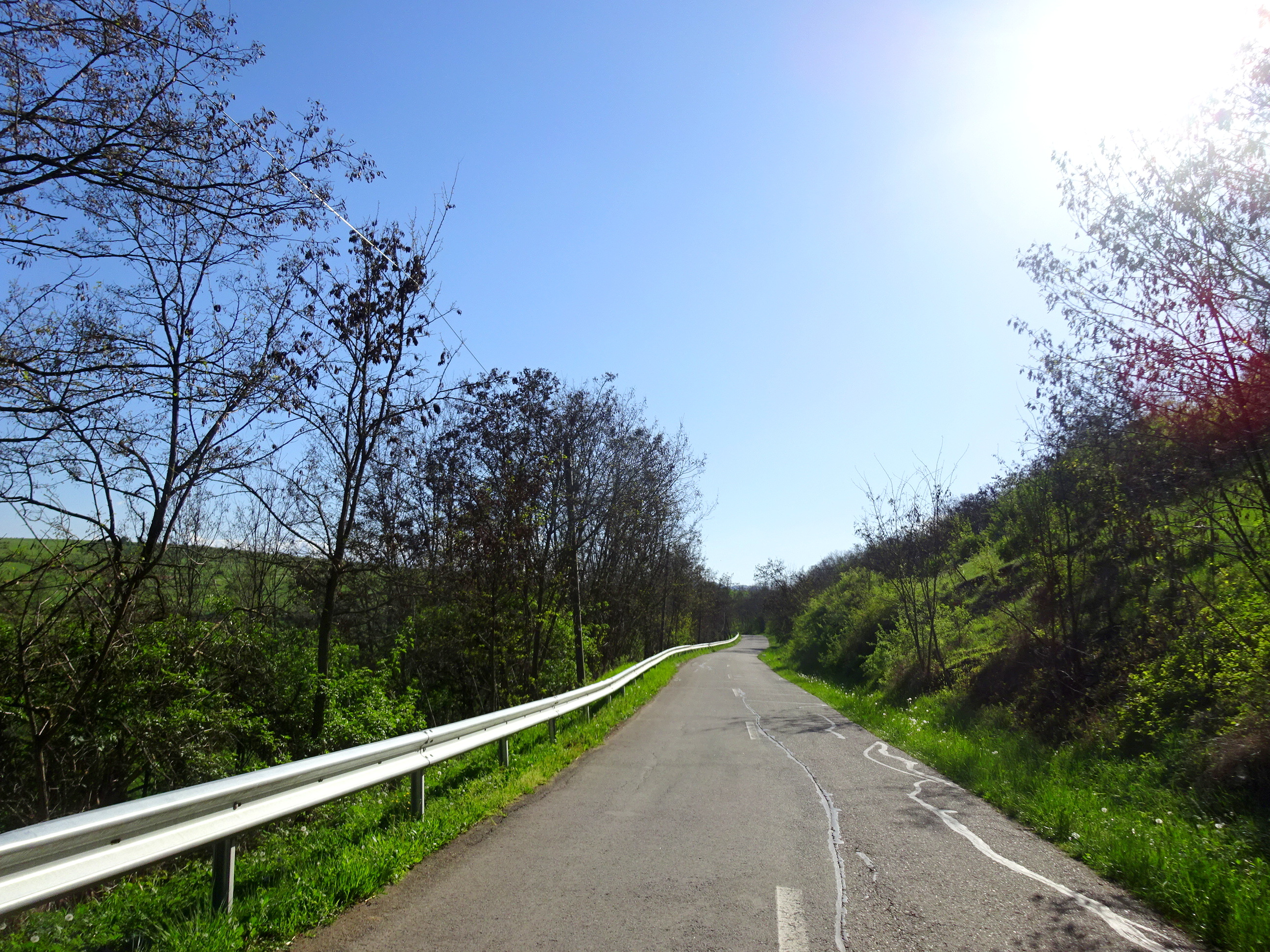
Drumul spre satul Domoșu
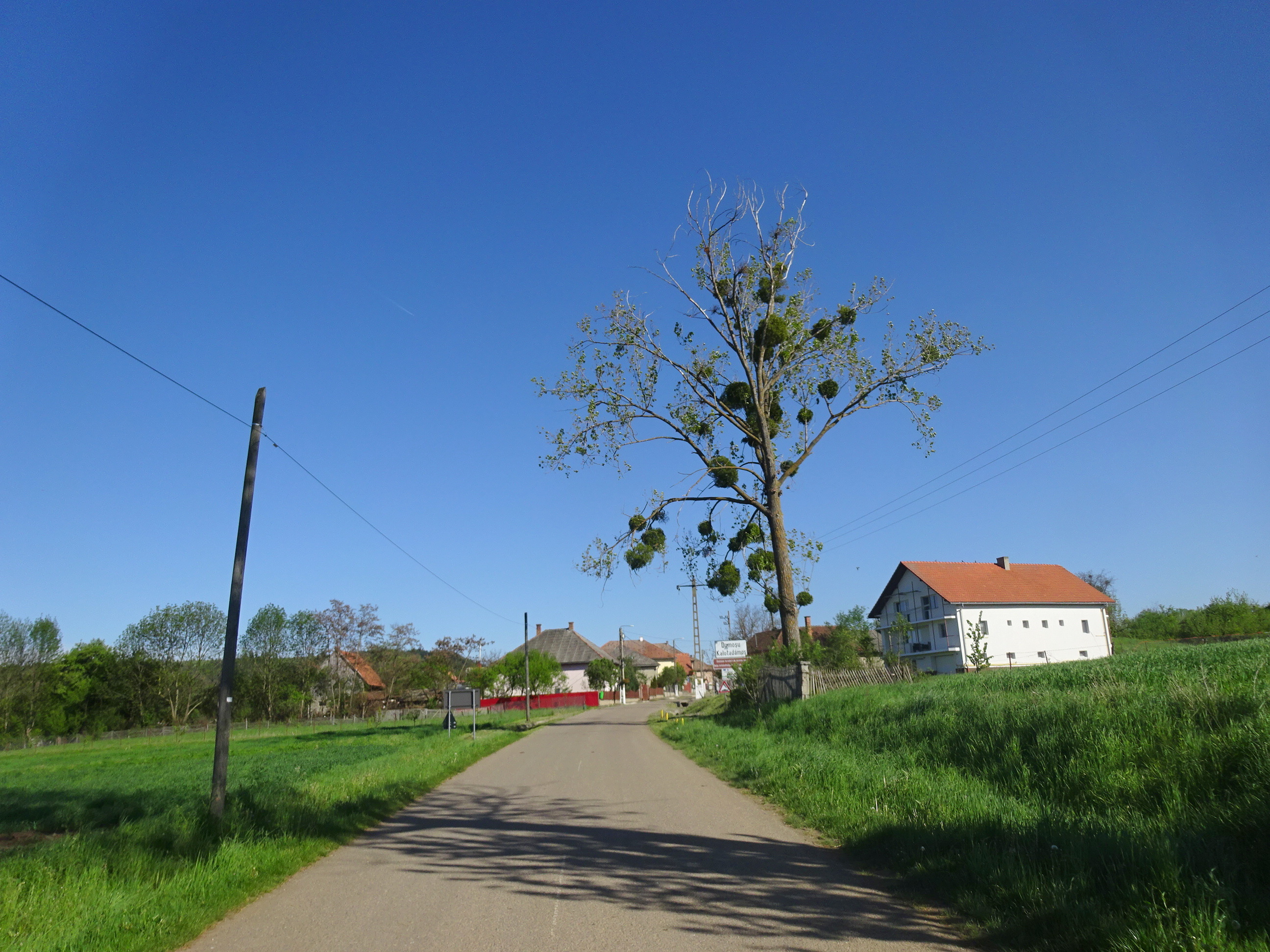
Intrarea în localitate
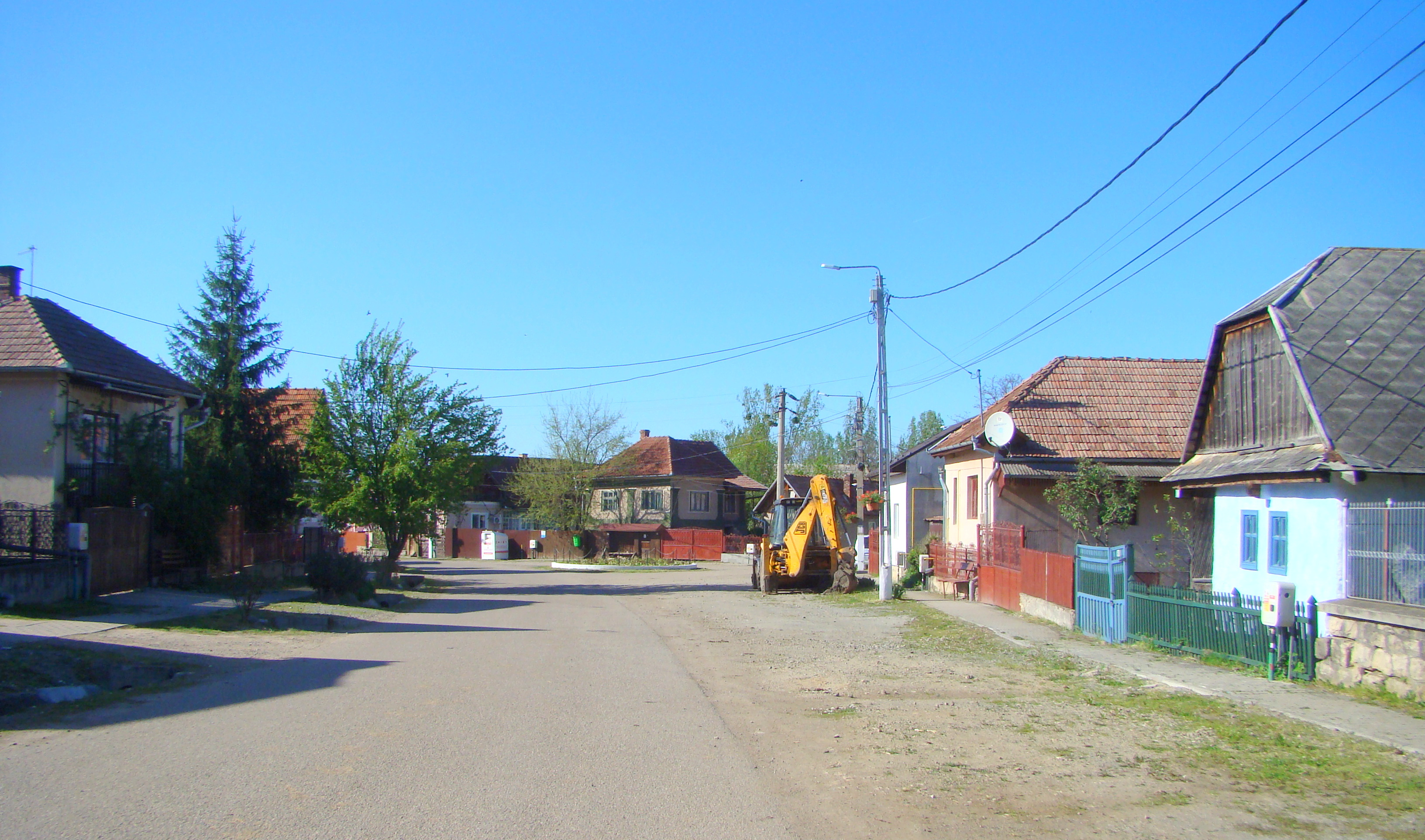
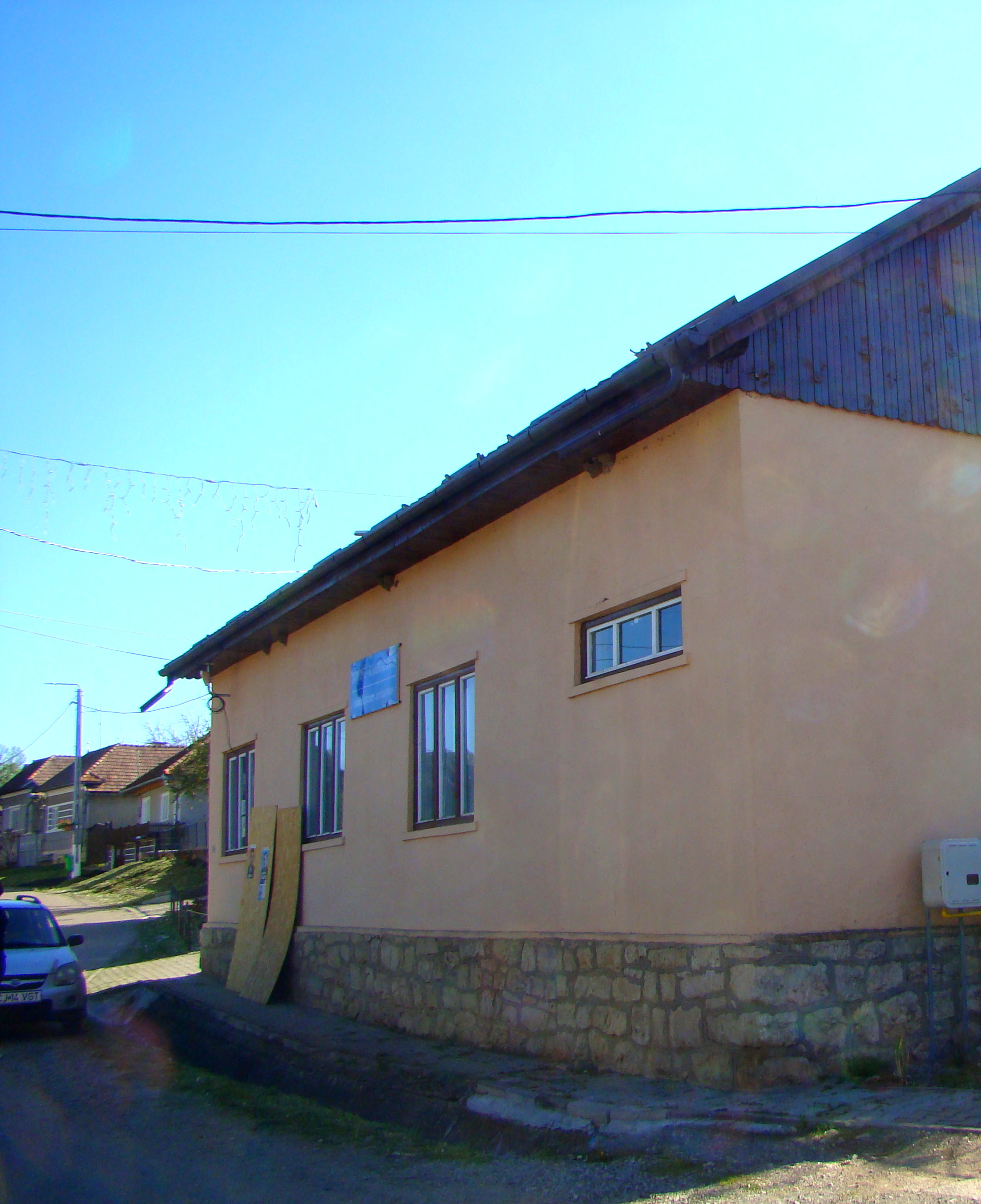
Căminul cultural
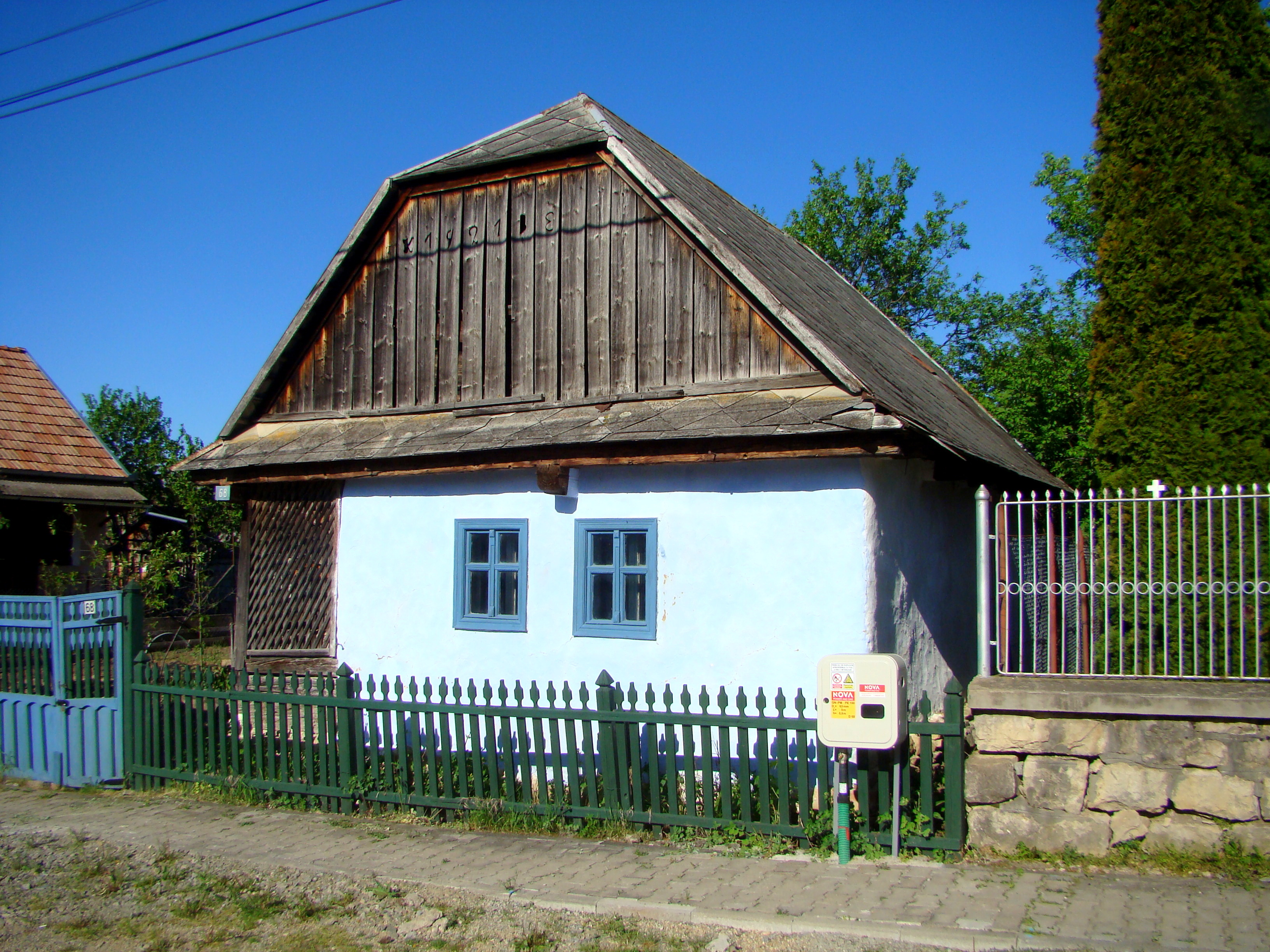
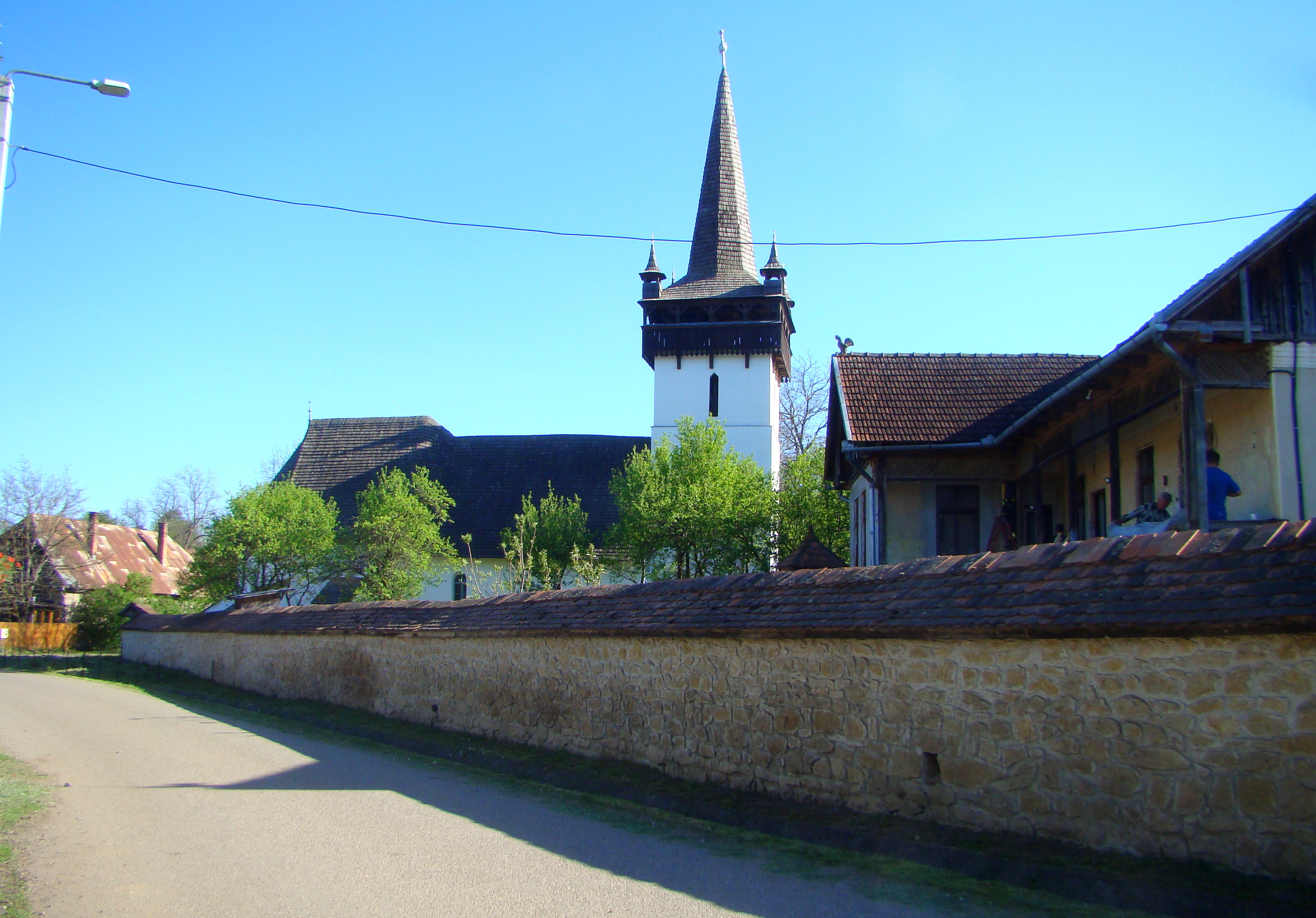
:Biserica reformată din Domoșu (monument istoric)
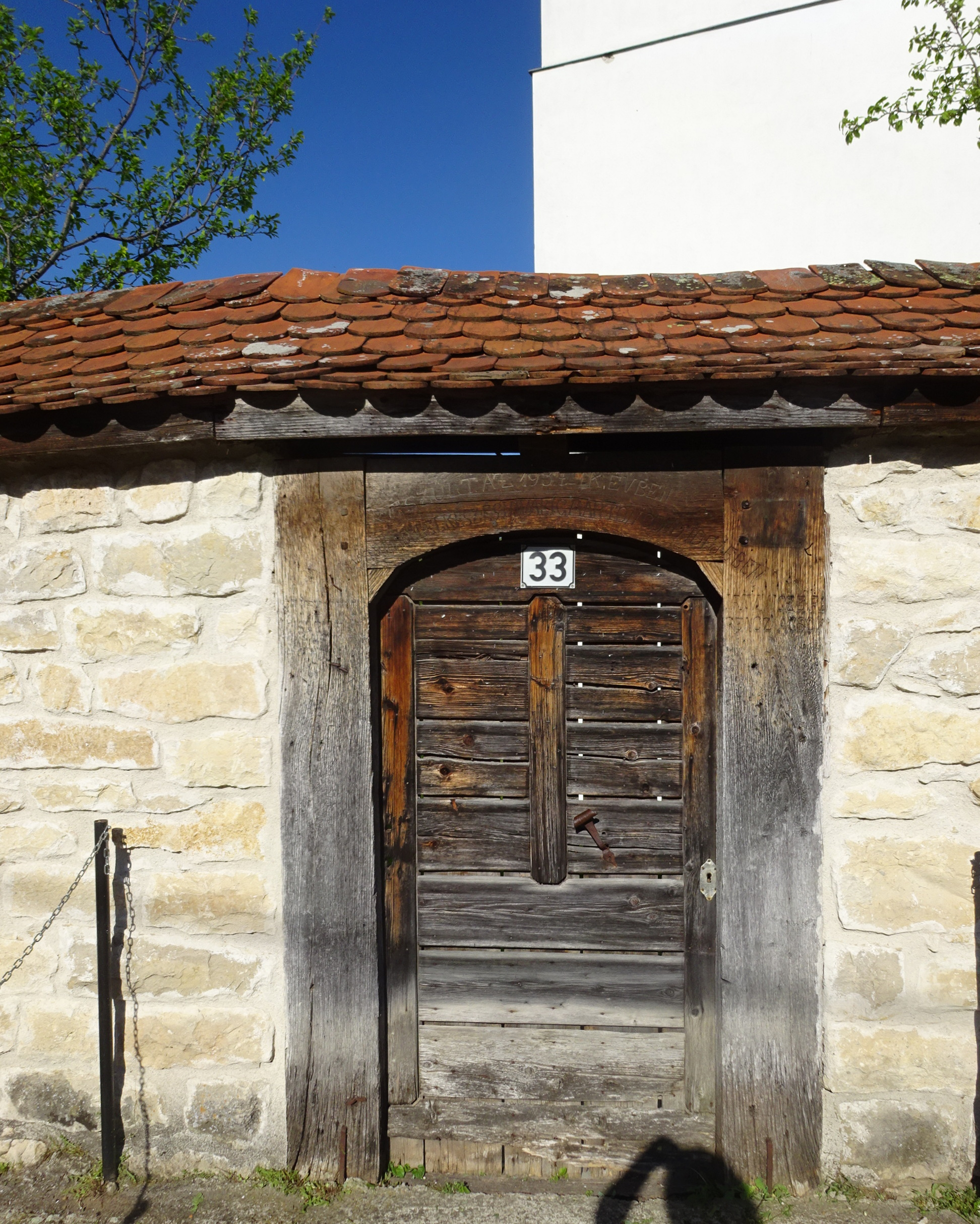
Poarta de lemn
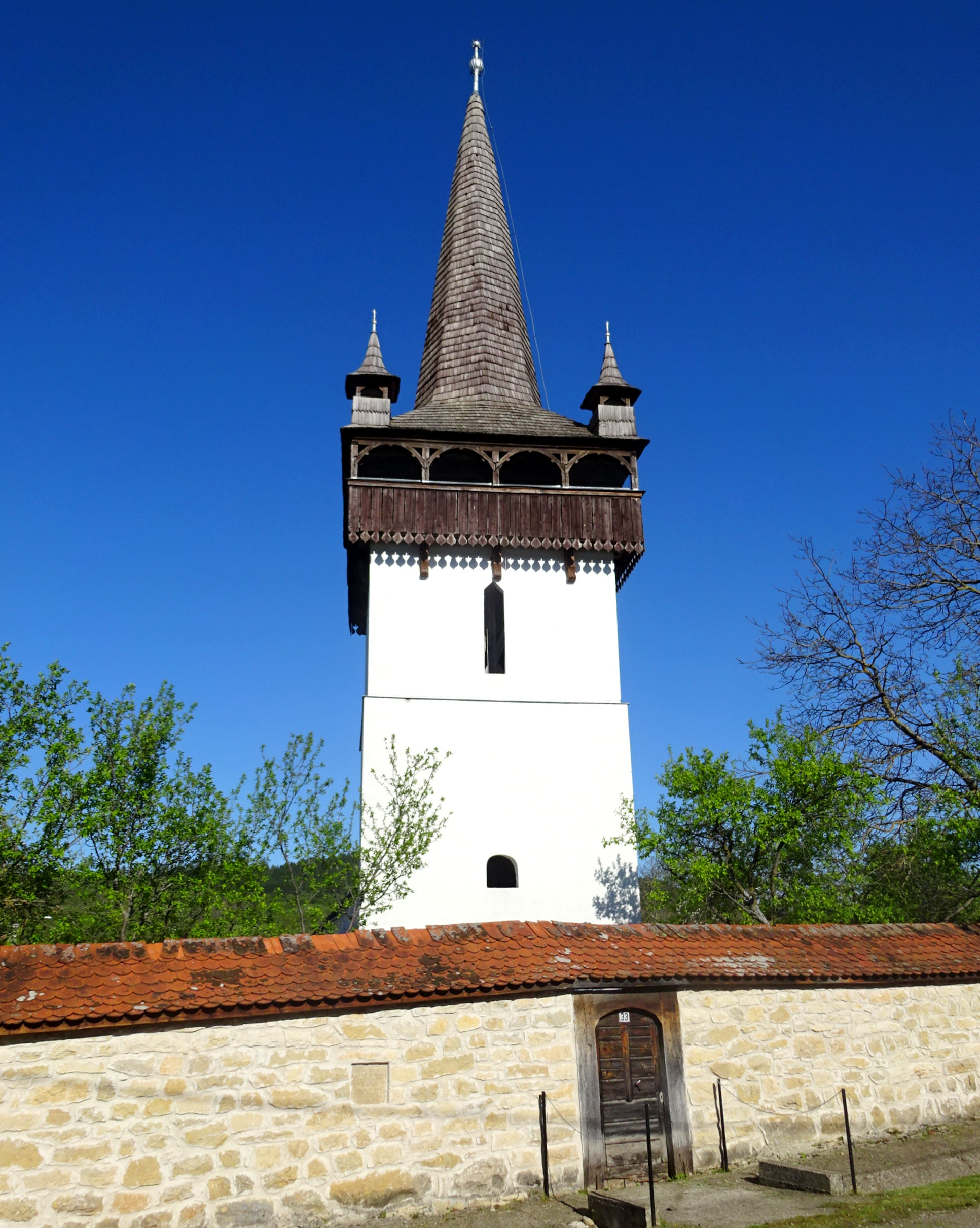
Turnul bisericii
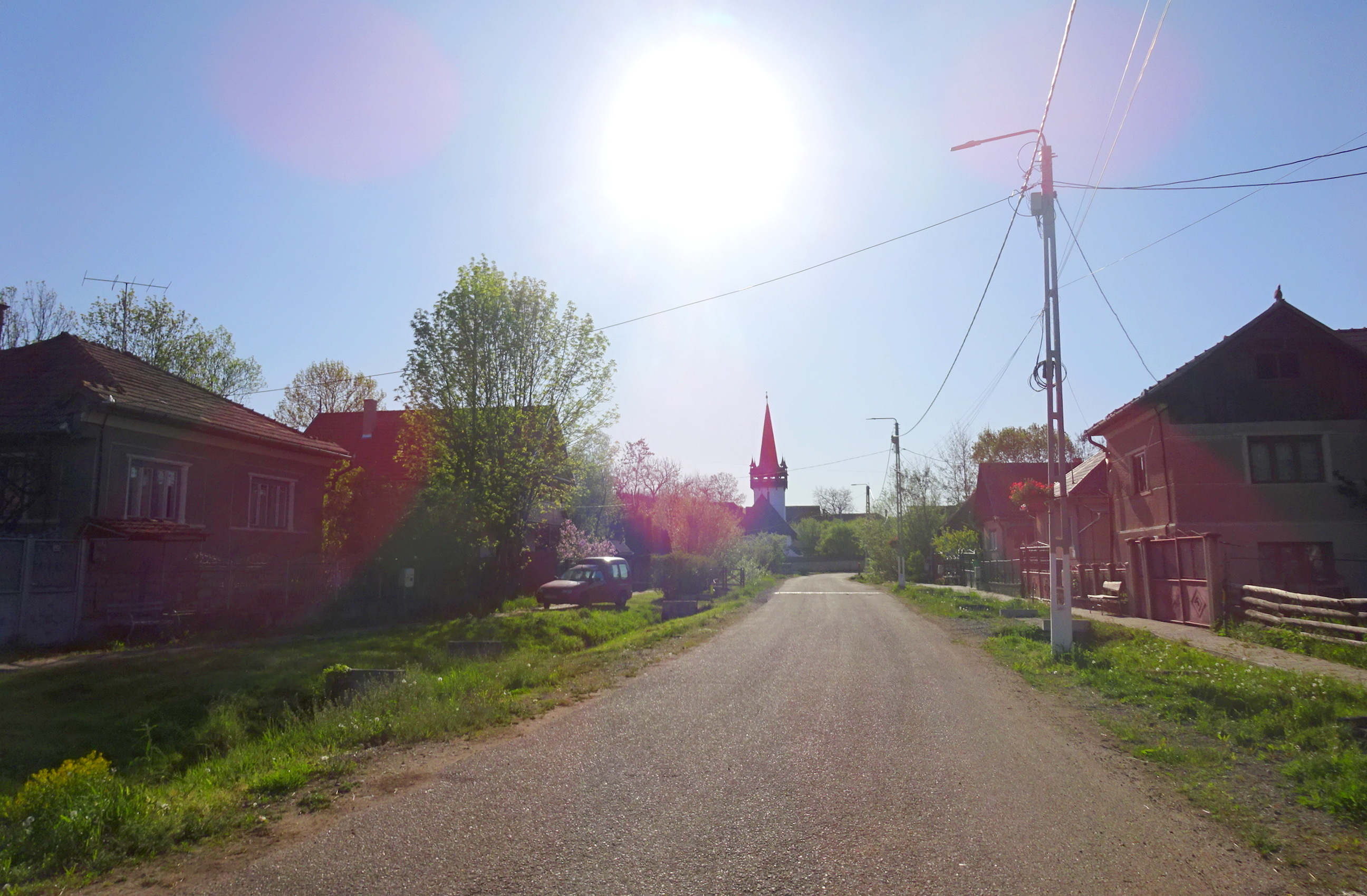
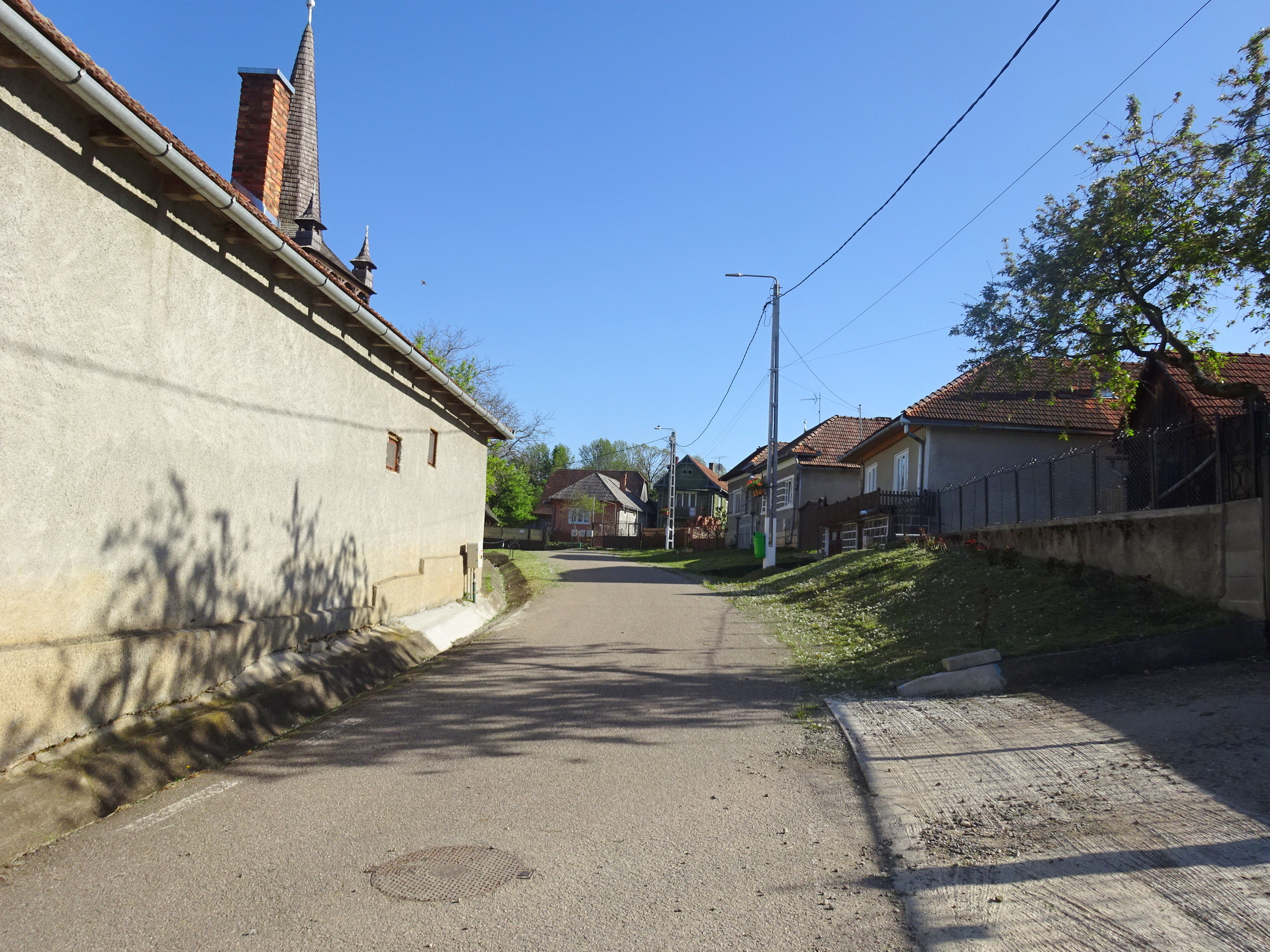
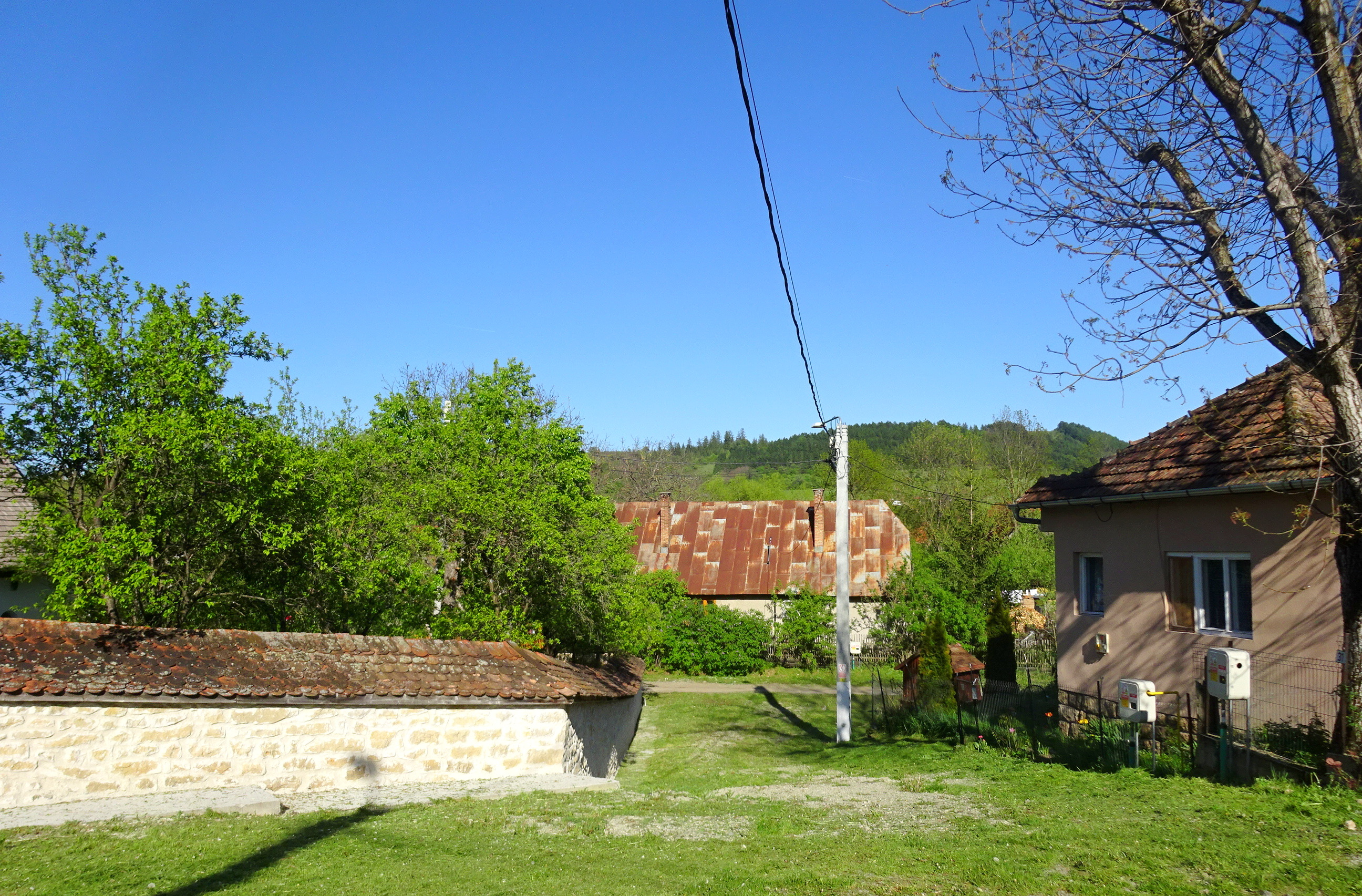
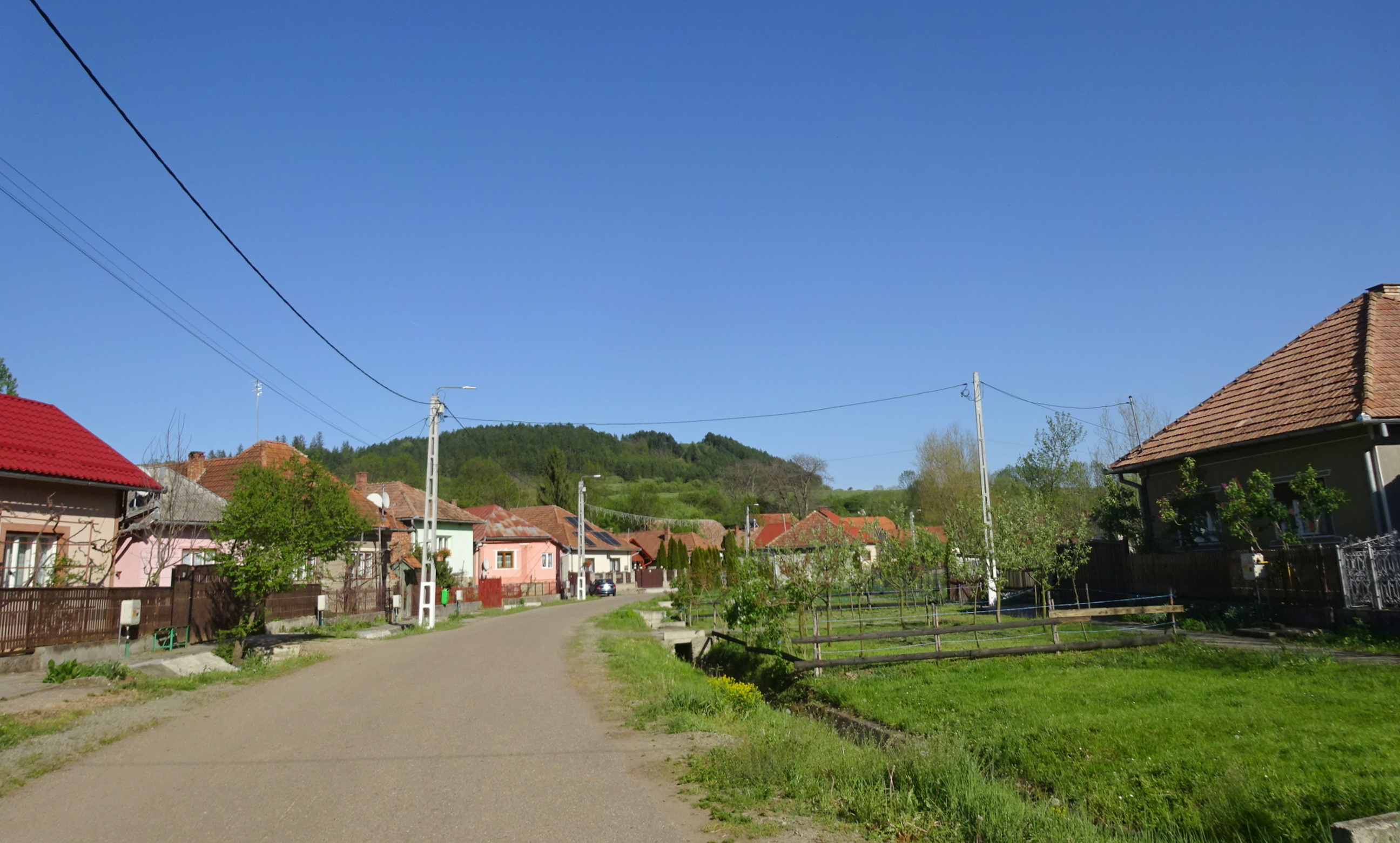
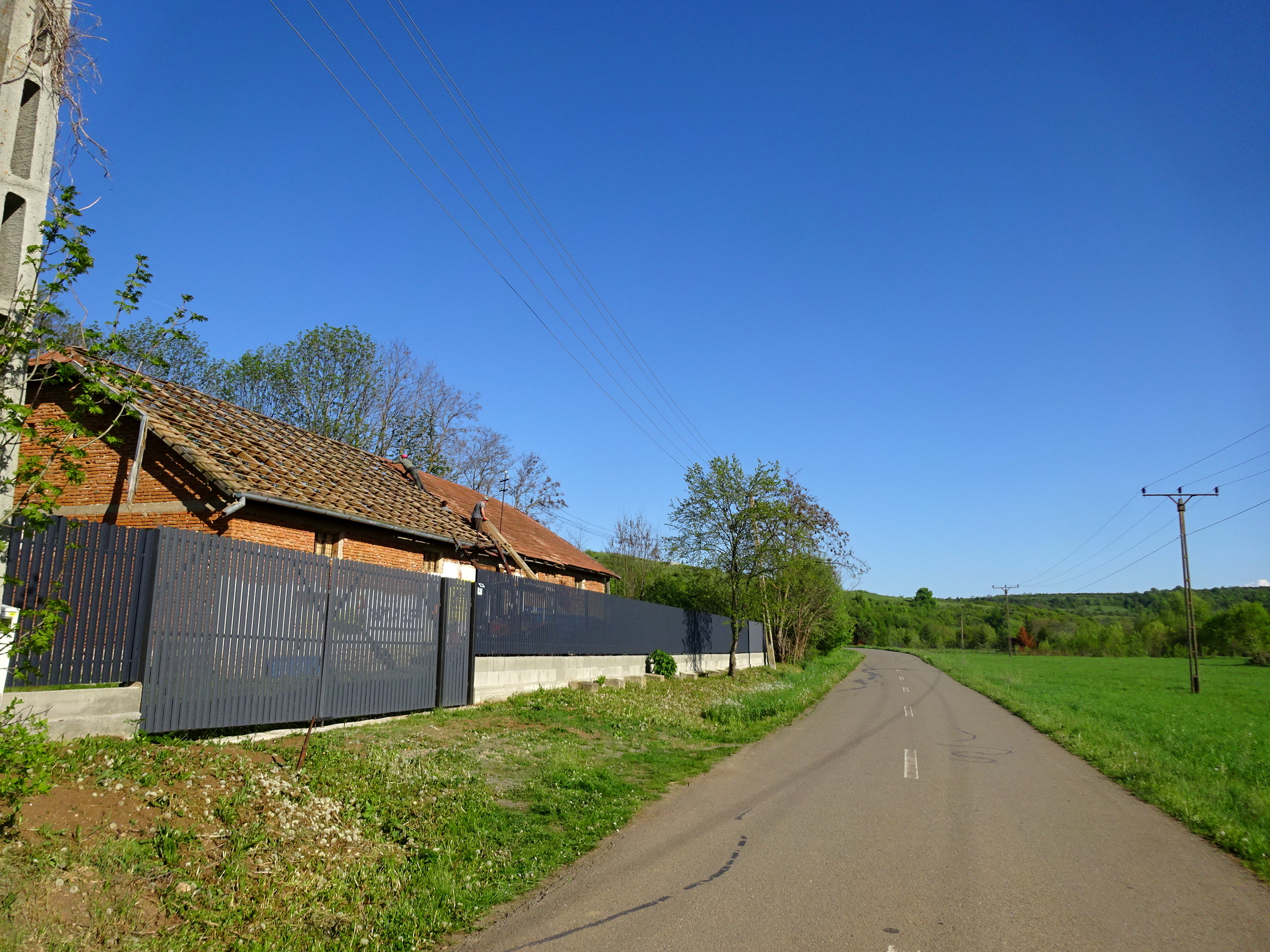
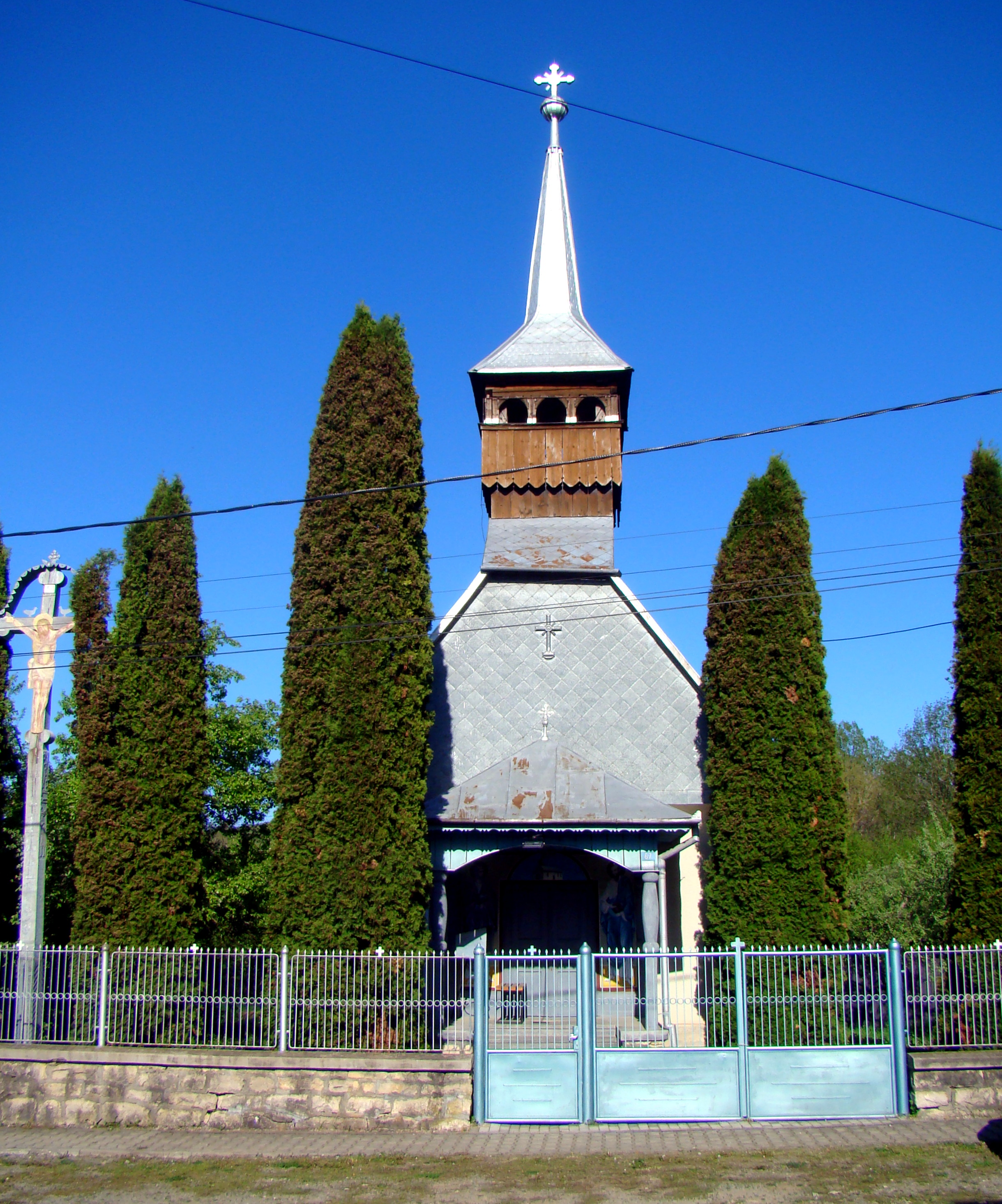
Biserica ortodoxă din Domoșu
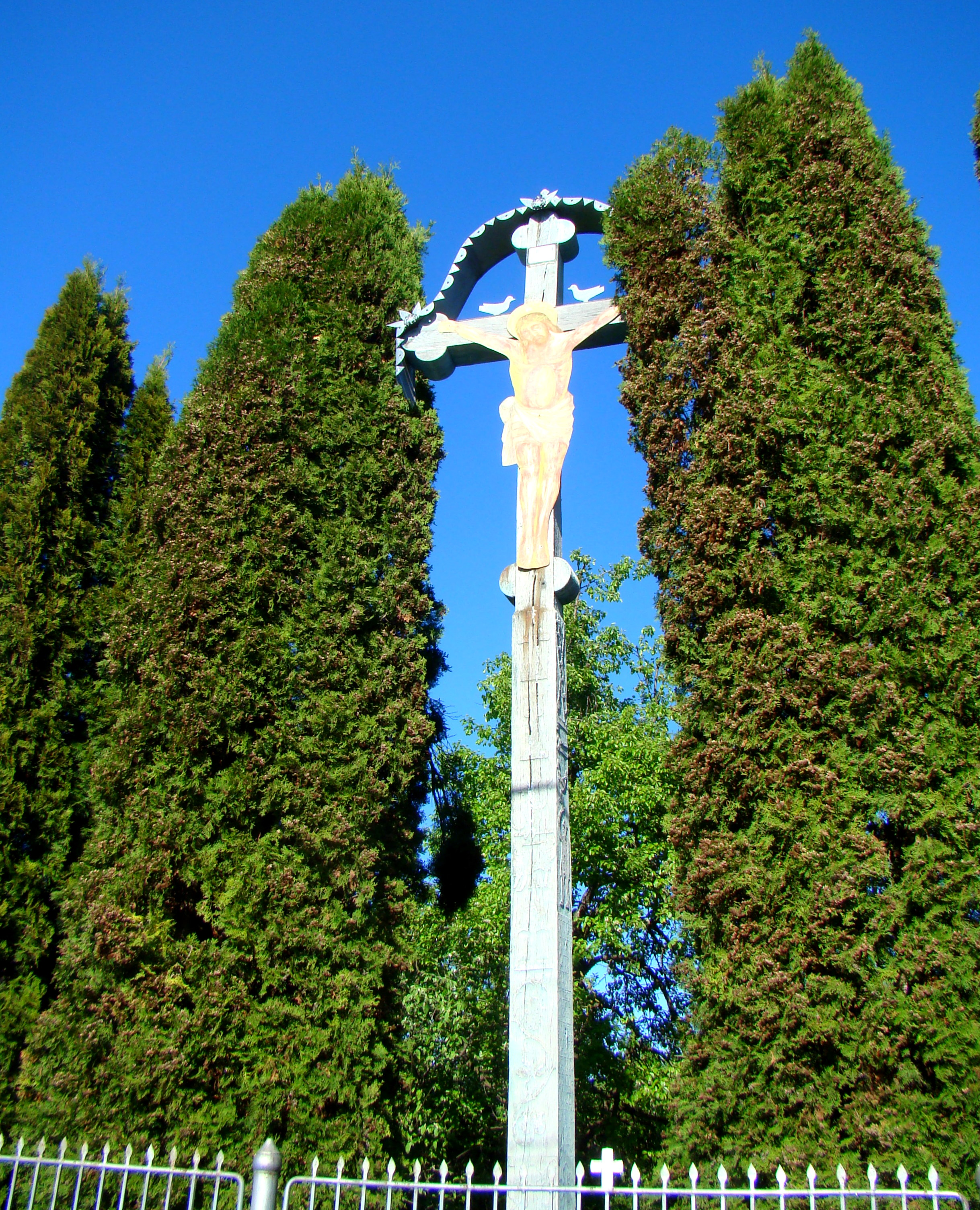
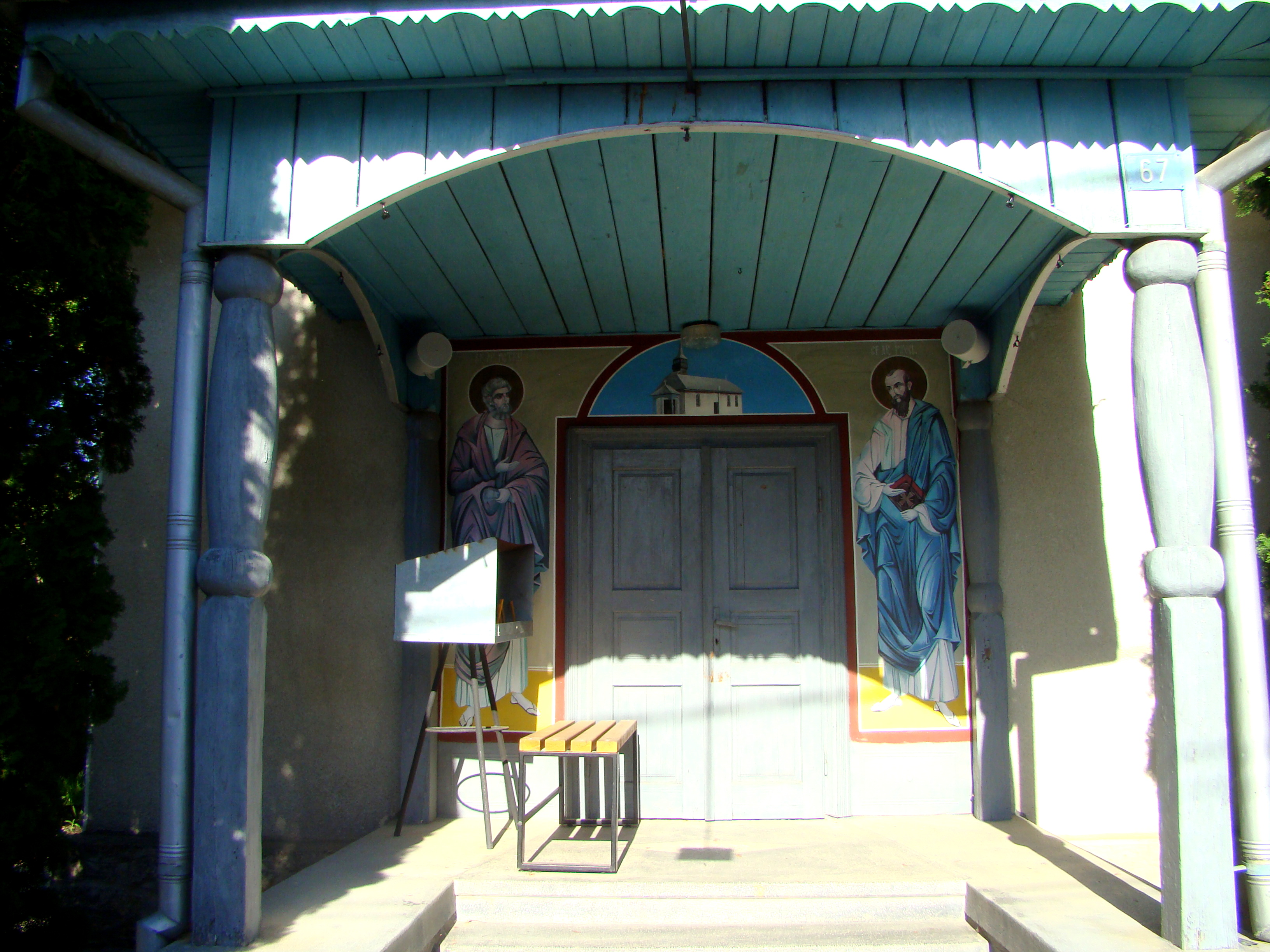
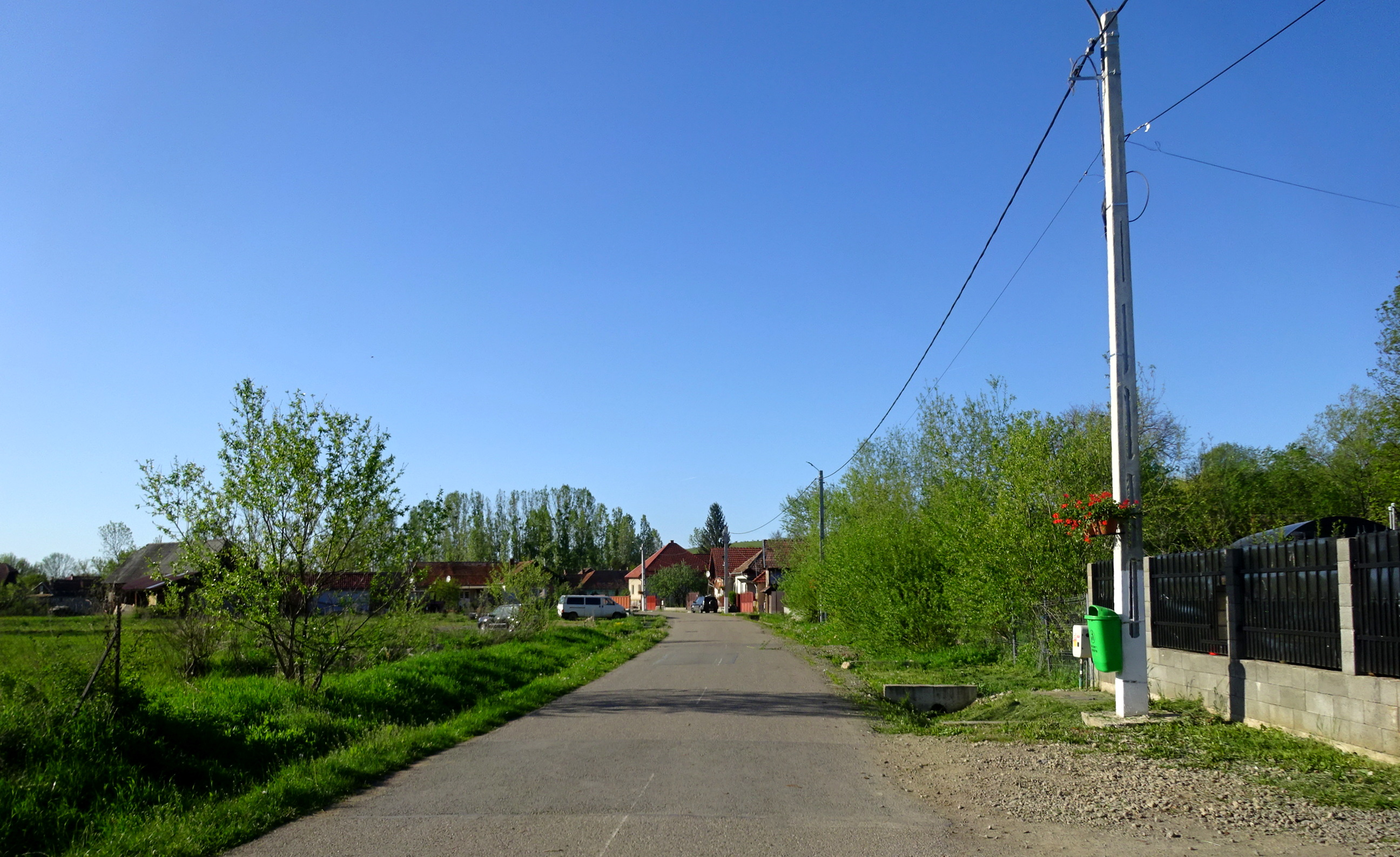
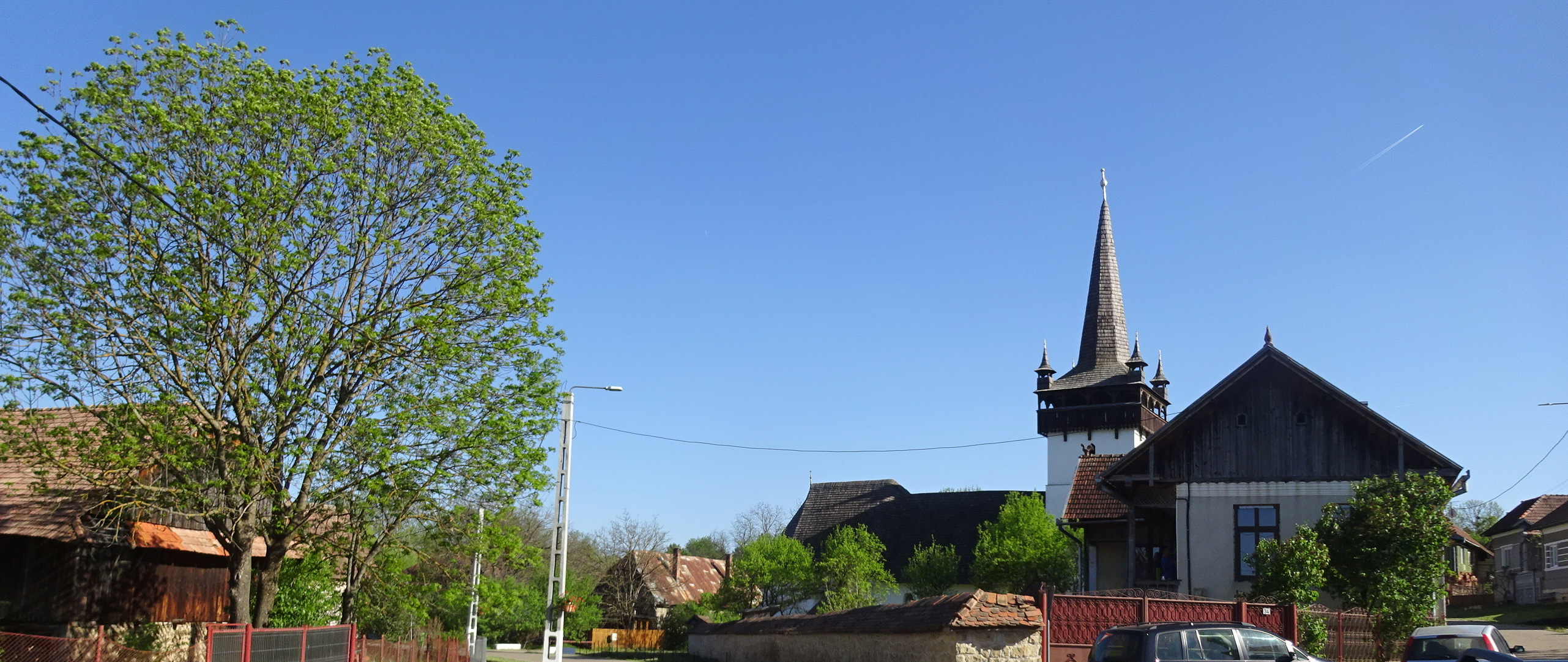